# Vilim II., kralj Sicilije
Vilim II. Dobri (engleski William The Good, talijanski Guglielmo Il Buono) (1154. – 18. studenog 1189., Palermo, Sicilija), posljednji normanski kralj Sicilije. Na prijestolje došao 1166., a samostalno počeo vladati 1171. Dobio je nadimak Dobri zbog popustljive politike i pravednosti prema gradovima i velikašima, suprotno od oca Vilima I. Lošeg. Zauzeo Tunis 1175. Porazio ga car Fridrik I. Barbarossa 1176. Za Trećega križarskog rata poslao brodovlje u sirijski Tripolis i prisilio sultana Saladina na uzmak 1188.

## Životopis
Nakon što je završilo regentstvo njegove majke Margarete od Navare, Vilim je u početku nastavio očevu politiku prijateljstva s papom Aleksandrom III. i bizantskim carem Manuelom I. Komnenom. Međutim, 1172. godine Vilim se okrenuo protiv Bizanta, nakon što se car suprotstavio predloženom braku Vilima i Manuelove kćeri Marije. Sudjelovao je u sukobu Lombardijskoga saveza i pape protiv rimsko-njemačkog cara Fridrika I. Barbarosse. Godine 1175. zauzeo je Tunis, dok je u Bizantu njegovu vojsku potukao car Izak II. Angel.
Stari neprijatelj Vilimova oca, car Fridrik pretrpio je težak poraz od Lombardijskog saveza i papinskih snaga 29. svibnja 1176. u Bitci kod Legnana i nije više predstavljao opasnost za Kraljevinu Siciliju. Stoga je Vilim s Fridrikom potpisao petnaestogodišnje primirje 1177. godine, čime je započelo za Siciliju dugotrajno razdoblje mira i napretka. Sicilsko Kraljevstvo bilo je jedna od najnaprednijih i najzanimljivijih srednjovjekovnih država, koja je svoj vrhunac postigla za vladavine oca i sina, Vilima I. Lošeg i Vilima II. Dobrog.
17. veljače 1177. Vilim je oženio Ivanu Englesku, kćer engleskog kralja Henrika II. Nakon smrti pape Aleksandra, Vilim se osjećao slobodnim iskoristiti nered u Bizantu i tražio je još bliže odnose s carem Fridrikom. Vilim je podržao udaju svoje ujne Konstance Hautevillske za Fridrikova sina Henrika (kasnijeg cara Henrika VI.) jer je Vilimov brak bio bez djece. Taj brak je omogućavao Henrikov zahtjev za sicilsko prijestolje, što se Normanima nije sviđalo. U lipnju 1185. godine, Vilim je započeo veliku kampanju protiv Bizanta. Vilimove snage prešle su u Makedoniju i zauzele Solun, ali kada mu je flota bila u blizini Carigrada, njegova vojska je poražena u zasjedi. Nedugo prije početka Trećega križarskoga rata poslao je brodovlje u sirijski Tripolis i prisilio Saladina na uzmak (1188.).
Vilim je umro 1189. godine dok se planirao pridružiti Trećem križarskom ratu. U svojoj Božanstvenoj komediji Dante je Vilima kao pravednoga vladara smjestio u Raj. Izumrćem zakonite muške loze dinastije Sicilsko Kraljevstvo prešlo je udajom Konstance, Vililmove sestre, za cara Henrika VI. na njemačku dinastiju Hohenstaufen. Kako nije imao nasljednika, Vilimovo prijestolje je zauzeo Tankred iz Leccea, nezakoniti sin njegovog najstarijeg brata Rogera III. Godine 1194. umro je kralj Tankred, pa je Henrik bez muke osvojio Siciliju i okrunio se u Palermu za kralja Sicilije.